# Línia 4 (Metro de São Paulo)
Línia 4 do Metro de São Paulo o Línia 4 Groc (en portuguès: Linha 4 do Metrô de São Paulo) és una línia de ferrocarril de trànsit ràpid del Metro de São Paulo. Actualment part de la línia està en construcció, i el seu primer tram va ser inaugurat el 25 de maig de 2010, el partit de tornada està prevista per a abril de 2011 i el tercer per 2012 amb 11 estacions i 12,8 quilòmetres d'extensió. És la línia més moderna del Metro de São Paulo més enllà dels seus trens no tenen conductors, fent el sistema més modern de Amèricas. Actualment és el seu camí entre les estacions Paulista i Faria Lima.